# Supruga Fu
Supruga Fu (傅昭儀, osobno ime nepoznato, ? - 3. pr. Kr.) bila je kineska carska supruga u doba dinastije Han. Bila je supruga i ljubimica cara Yuana. Istakla se kao izuzetno utjecajna žena koja je htjela da njen sin naslijedi prijestolje, a kada u tome nije uspjela, energiju je preusmjerila i na kraju uspjela da prijestolje naslijedi njen unuk car Ai. 
Za vrijeme Aijeve vladavine je dominirala dvorom i za sebe preuzela naslov carice majke koje nikako nije mogla uživati glede toga što je supruga cara Chenga Velika carica majka Wang Zhengjun još bila živa. Njeni postupci su doveli do neprijateljstva klana Wang i skrnavljenja njenog groba nakon što je umrla.